# 양지관

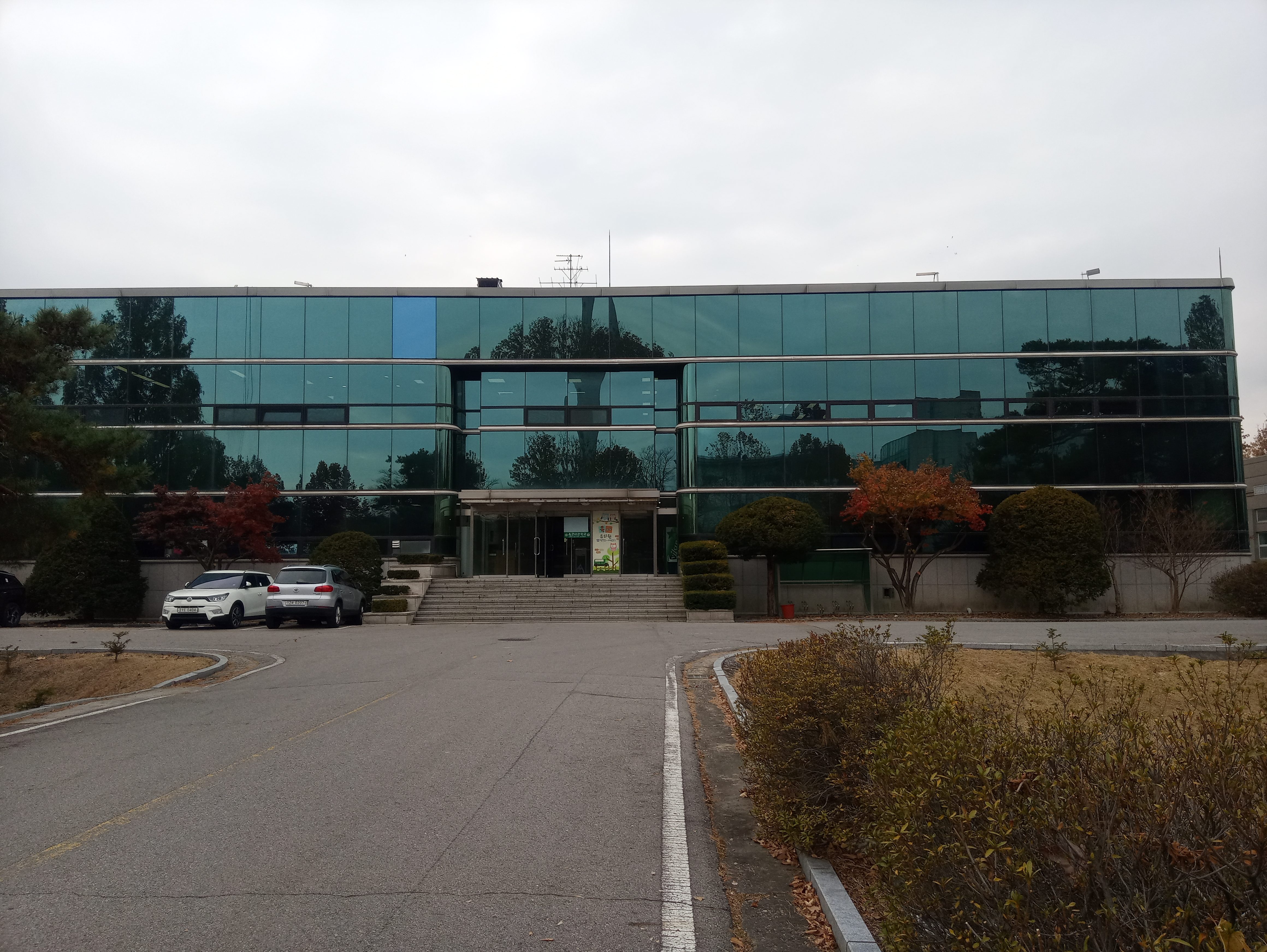
양지관

양지관(養志館,Yang Ji Gwan)은 대한민국 육군사관학교에 위치한 시설로, 사관생도 및 육사 근무 기간장병의 체력증진 및 복지대책 마련 차원에서 설치된 종합 복지시설이며, 1992년 2월 20일부터 30억원의 예산을 들여 1993년 10월 14일 개장되었고, 지하 1층, 지상 2층 등 총 4,076m² 규모로 신축되었다. 삼국통일의 웅지를 품고 수련한 화랑의 정신을 기리고자 양지관으로 명명하였다. 헬스장, 수영장, 탁구장의 체육시설 과 군인 가족을 위한 육사유치원이 위치하고 있다.

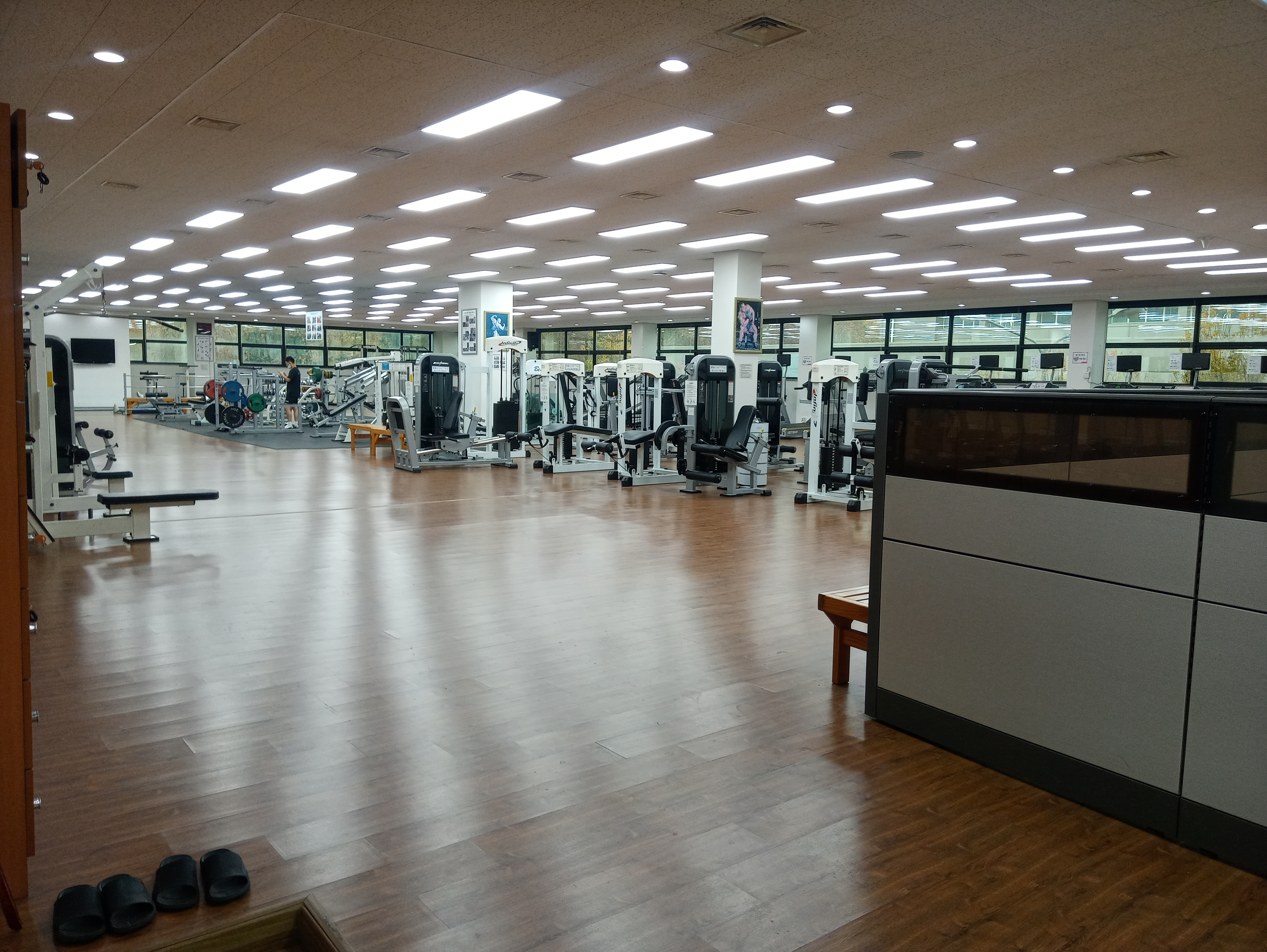
헬스장 내부

## 내부시설

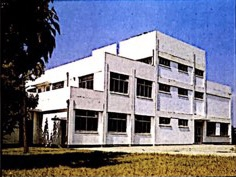
구 양지관

|          | 시설        | 시설   |
| -------- | ----------- | ------ |
| 지상 2층 | 육사 유치원 | 헬스장 |
| 지상 1층 | 수영장      | 탁구장 |
| 지하 1층 | 수영장      | 수영장 |

## 시설개요
- 1969. 10. 10 : 생도대 뒷산에 군 예산 1,000만원과 6,689달러 원조로 물리 · 화학 실험실로 최초 신축
- 1977. 5월 : 시설을 전면 보수하여 양지관으로 활용
- 1994. 3. 10 : 화랑관 신축과 병행하여 신 양지관 건립

- 규모 / 예산 : 지하 1층, 지상 2층 연면적 4,078m2 / 35억 1,000만원
- 시설 : 수영장, 볼링장, 당구장, 탁구장, 휴게시설
- 2007년 : 옥상층 방수 보수(2,000m2) / 1억 1,000만원
- 2010. 4월 : 아파트 신축으로 인해 유치원(구 당구장/탁구장) 임시 사용
- 2010. 10월 : 볼링장 철거 / 전면 보수하여 체력단련장으로 전환 / 3억 5,000만원
- 2011. 7월 : 수영장 수질개선, 태권도장(구 휴게시설) 틱구장으로 보수/ 1억 1,000만원

## 내부활동

### 체육수업
정규 수업시간에 실시하는 체육수업으로 체력, 격투, 스포츠 3개의 범주로 구성
- 수영 초·중급반
- 수영은 학년 진학 기준에 포함되기 때문에 태권도와 같이 의무적으로 수업을 들어야함. (단, 태권도는 단을 소지했을 시 의무가 아님)
- 4학년 수영 졸업기준 미통과자 수영(중급) 의무 수강

### 경쟁스포츠L&T
- 학교대표(대학동아리 리그) : 문화체육활동과 연계하여 실시, 희망 부서(축구, 럭비, 핸드볼, 유도, 수영 등 5개 내외 스포츠 동아리 부서를 대상으로 전년도 부서활동 및 성과, 수월성 수준 등을 고려하여 선정), 기본적으로 중대리그 참여, 대외활동 전(1개월 이내)에 승인된 부서의 소집훈련 여건 보장
- 중대대표(중대 리그) : 스포츠 범주 교과목과 연계하여 실시, 전생도 참여, 학년 혼합편성(1~4학년), 여생도는 별도 종목(족구) 선정하여 운영, 종목(축구, 농구, 테니스, 수영, 족구, 배드민턴)

### 문화체육활동
폭넓은 교양과 예술적 감성, 강인한 체력을 두루 갖춘 인재육성에 기여하기 위해 실시하는 생도 주도의 동아리 활동
매주 수요일 7~8교시 시행(15:30~17:30)
- 수영부
- 탁구부

### 주말 강좌
학기 시작 후 반기 단위, 주말강좌를 개설하여 관심깊게 배우고 싶은 분야를 매 주 토요일 배우는 시간
개인 희망에 의해 신청하며, 10명 이상 참여시 강좌 개설, 매주 토요일 09:00~12:00 시행
- 수영강좌

### 졸업자격 획득
학년 진학 및 졸업에 충족하는 자격기준을 알고 요망하는 수준에 달성해야함
- 수영 평영 200m 완주 (자격 달성 기준 : 3-2학기)

### 수영 보강 프로그램
- 대상자 : 3학년 2학기까지 수영 200m(평영) 완주 못한 생도, 희망자
- 시간 : 월 · 화 · 목 1시간(17:00~18:00)
- 시행방식 : 수영 담당교수에 의한 평영 영법 숙달 및 지구력 집중훈련

## 사용시 준수사항

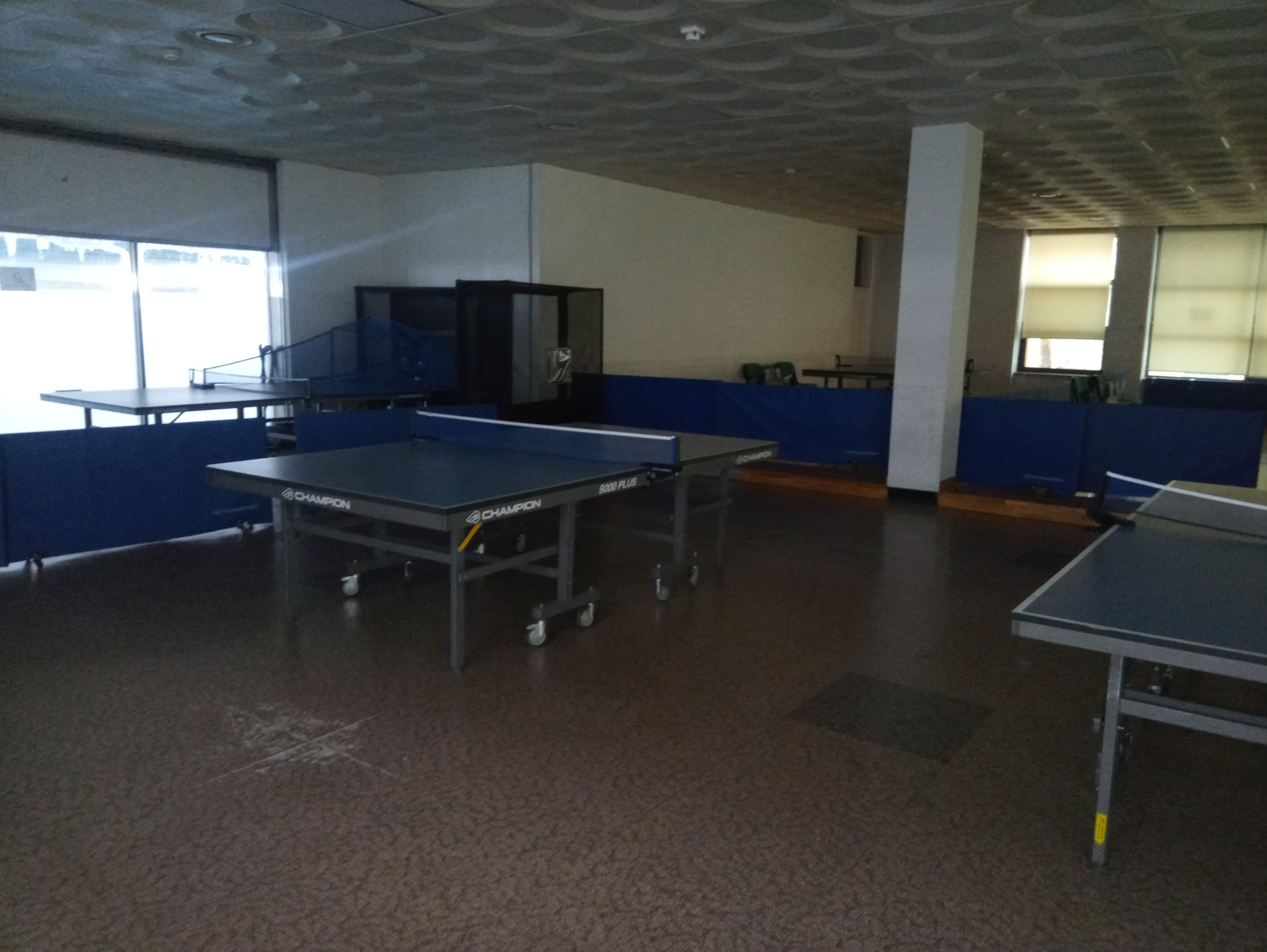
탁구장 내부

### 사용시간
양지관 : 평일 17:00 ~ 20:00, 토요일 10:00 ~ 12:00, 14:00 ~ 18:00
- 양지관의 사용 우선순위는 학교장병, 서애관 · 관창체육관은 생도 우선

### 헬스장
- 신발에 묻은 먼지 제거 후 입장
- 실내용 운동화 별도 지참 및 착용 / 개인 수건 지참
- 운동 후 바닥 및 운동기구에 묻은 땀 닦기, 제자리 위치시키기
- 시끄러운 소름(노래, 기합 등) 유발 자제

### 탁구장
- 굴러다니는 탁구공 제자리 위치
- 탁구대 사용 후 오와 열 맞추기

### 수영장
- 사용한 킥판 제자리에 위치

- 수영장 입수 전 샤워 실시
- 탈의실 바닥 물기제거, 바닥 청소기로 오물 청소